# منحوش
منحوش، روستایی از توابع بخش مرکزی شهرستان شوشتر در استان خوزستان ایران است.

## جمعیت
این روستا در دهستان میان‌آب قرار دارد و براساس سرشماری مرکز آمار ایران در سال ۱۳۸۵، جمعیت آن ۳۵۷ نفر (۵۰خانوار) بوده‌است.
بیشتر مردم اهل این روستا به شهرهای مانند اهواز ، شوشتر ،ملاثانی مهاجرت کردند وکسانی هم که تو روستا ماندن برای در اوردن مخارج فرزندان خود را برای کار به شهرهای دیگرفرستادند